# アロケル

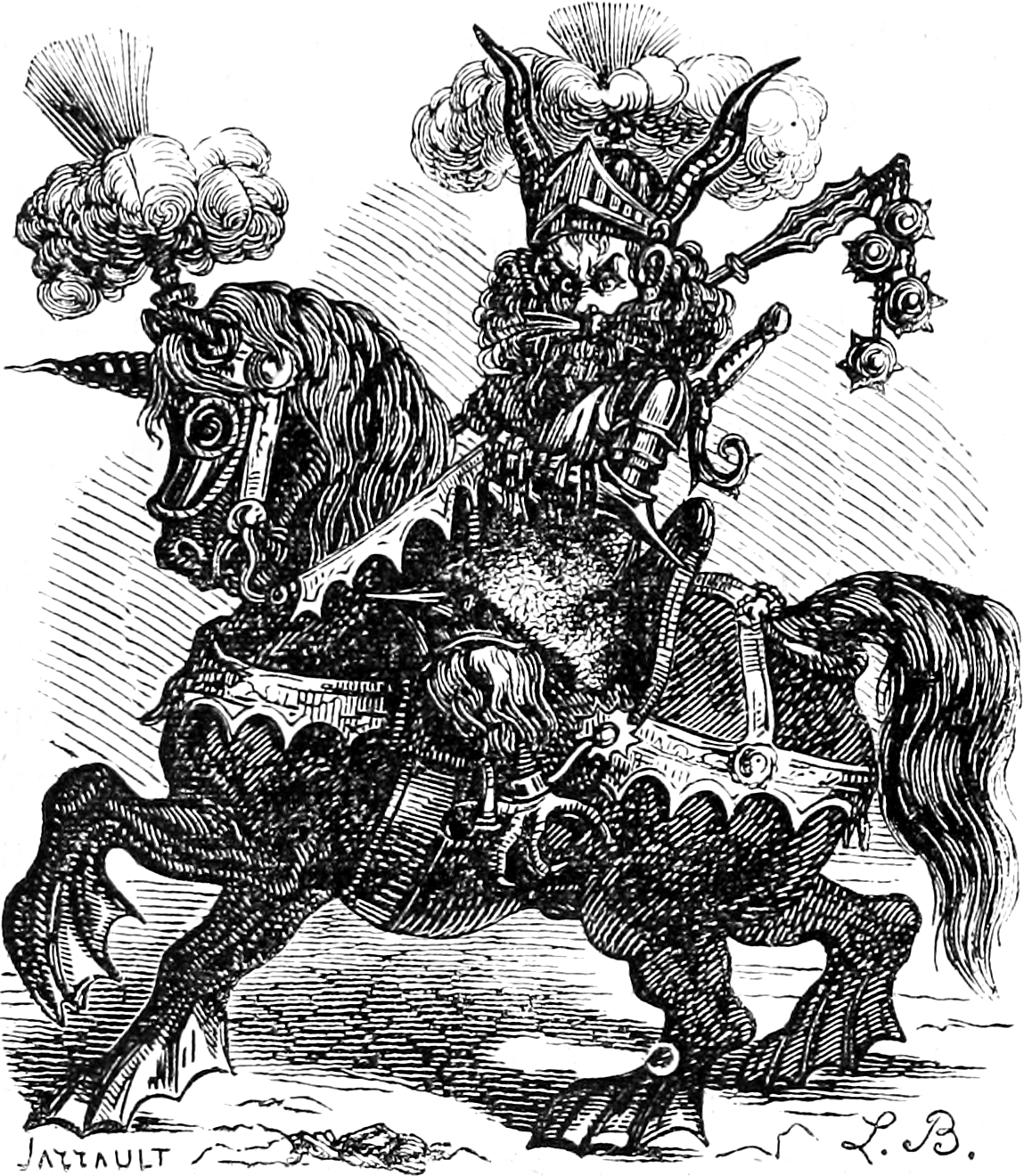
『地獄の辞典』に描かれたアロケル(Alocer)の挿絵

アロケル（Allocer、Alocer）、またはアロケス（Alloces）、アロカス（Alocas）、は悪魔学における悪魔の一人。

## 概要
『ゴエティア』によると、地獄の36の軍団を率いる序列52番の強大なる大公爵。
立派な馬にまたがった、燃えるような目を持つ真っ赤なライオンの頭を持った兵士の姿で現れる。その目を覗き込んだ者は自分の死に様が見えるとされ、ショックでしばらく目が見えなくなると言われる。その話しぶりはしゃがれて大きいという。天文学や教養学を教え、また優れた使い魔を与えてくれる。